# 塩原康孝
塩原 康孝（しおばら やすたか、1984年1月20日 - ）は、日本の俳優、デザイナー、ベーシスト。ロックバンドSCREWの元ベーシスト、ARTiCLEARのベーシスト「ルイ」としても知られている。

## 来歴
千葉県千葉市出身。生後すぐサンフランシスコへ移住した為英語が堪能。曽祖父は逓信院の総裁を務めたこともある政治家の塩原時三郎。
サッカーに明け暮れる学生生活を送るが、LUNA SEAに影響され、音楽の道を志しベーシストとして活動をスタートさせる。
2010年、ベーシストが脱退し、不在だったSCREWにサポートを経て加入。2012年、徳間ジャパンコミュニケーションズよりメジャー・デビュー。2014年12月28日、渋谷AiiA Theater Tokyoでのライブもって脱退。バンド脱退と同時に所属事務所を離籍しフリーランスとなる。
2015年1月 自身のアパレルブランドRIOT PRESIDENTを立ち上げ。3月 舞台「黒き憑人」島田裕市役で役者デビュー。9月 ギターボーカルとしてソロアーティストへの転向を発表。ミニアルバム「overture」を発売。
2016年1月16日 初の主催イベント「塩原フェス。(生意気なタイトルすみません〜1回目〜)」を行う。3月 舞台「走馬灯株式会社」出演。月25日 配信アルバム「borderless」リリース。6月17日 渋谷Glad ワンマンライブ。8月 舞台 「AI:Angel Identity」出演。12月　初の主演舞台「部屋とTシャツと私」
2018年11月　The THIRTEENのサポートベーシストとしてツアー「A CRY OF LAMMENT UNDER THE GRIEF」名古屋・仙台・横浜公演に帯同。12月　ARTiCLEARの結成を発表。

## 人物
- ベースはコンバットギターズのベースを愛用。
- 2014年に機種変更したばかりのiPhoneを床に落とし画面を割った事をTwitterでツイートしたところ拡散され「世界最速でiPhoneの画面を割った人」としてワイドショーの取材を受けたことがある。

## 出演

### 舞台
- 黒き憑人　島田裕市役(2015年4月23日 - 26日　シアターグリーン BOX in BOX THEATER)
- 走馬灯株式会社　中村貴之役[4](2016年3月9日 - 13日　シアターグリーン BOX in BOX THEATER)
- AI:Angel Identity  ユウキ役[5](2016年8月11日 - 15日　ウエストエンドスタジオ)
- CONNECT 宮嵜伊佐夫役(2016年9月15日 - 19日　シアターグリーン BIG TREE THEATER)
- あなたと私、月の舟  氷室浩介役(2016年10月19日 - 23日　上野ストアハウス)
- マケイヌバー 村岡準役 (2016年11月8日 - 13日　シアター風姿花伝)
- 部屋とTシャツと私　主演・リュウ役 (2016年12月7日 - 12日　八幡山ワーサルシアター)
- TERMINAL 小原和哉役(2017年1月18日 - 22日　新宿村LIVE)
- ZEST  トオル役(2017年3月17日 - 20日　南青山FUTURE SEVEN)
- 都落ちコンダクターの一振 元町先輩役(2017年5月24日 - 29日　新宿村LIVE)
- ANOTHERSTORY 坂本龍馬役(2017年8月15日 - 17日　座・高円寺2)
- 名探偵とナン 北見宗一郎役(2017年11月8日 - 12日　日暮里d-倉庫)

### 主なLIVE
- 2016年1月16日 渋谷eggman 「塩原フェス。(生意気なタイトルすみません〜1回目〜)[6]
- 2016年6月17日 渋谷Glad ワンマンライブ「borderless」[5]

### レギュラーラジオ
- エフエムさがみ　塩原康孝の「いらっしゃいませ!1名様ですか?」 毎月第2月曜21:30から

## ディスコグラフィ

### CD(塩原康孝名義)
- 2015年9月16日 ミニアルバム「overture」
- ※SCREW時代のリリース作品はSCREWを参照

### 配信
- 2016年5月25日 配信限定アルバム「borderless」[5]